# نادي المقدادية
نادي المقدادية الرياضي هو فريق كرة قدم عراقي مقره في قضاء المقدادية، ديالى، تم تأسيسه في عام 1972، يلعب في الدوري العراقي الدرجة الثالثة.